# Jesús Solana
Jesús Ángel Solana Bermejo (Arnedo, La Rioja, España, 25 de diciembre de 1964) también conocido como Chucho Solana, es un exfutbolista y entrenador español. Se desempeñaba como lateral izquierdo y desarrolló su carrera deportiva como jugador en el Real Madrid y Real Zaragoza.

## Trayectoria

### Como jugador
Jesús Solana se formó como jugador en las categorías inferiores del Real Madrid, y llegó a la primera plantilla del equipo blanco en la temporada 1985/86, en la que jugó cuatro partidos. Pero al año siguiente, se convirtió en el recambio perfecto para el gran capitán del Real Madrid en aquellos momentos, José Antonio Camacho, y llegó a jugar en 34 partidos de liga marcando además dos goles. Su buen hacer y polivalencia como defensa le llevaron a ser convocado con la selección. En los años siguientes siguió jugando bastantes partidos con el Real Madrid con el que ganó las cinco famosas ligas consecutivas de «La Quinta del Buitre». No obstante, las lesiones le hicieron que no terminara de conseguir la titularidad que tuvo que compartir con otros canteranos como Julio Llorente, con el veterano Camacho, o con el asturiano Esteban Gutiérrez. En la temporada 1991/92, deja las filas del Real Madrid para reforzar las del Real Zaragoza. Allí va a vivir la edad dorada del equipo maño de la mano del entrenador Víctor Fernández y de grandes jugadores como Pardeza, Santiago Aragón o Gustavo Poyet entre otros.

### Como entrenador
Retirado del fútbol sigue ligado al Real Zaragoza como parte del cuerpo técnico de los equipos base de la Ciudad Deportiva, siendo en dos etapas entrenador del Real Zaragoza "B".

## Selección nacional
Fue internacional absoluto con la Selección de fútbol de España en un único partido, en 1988, ante Irlanda, durante la fase de clasificación para el Mundial de fútbol de Italia del 90. Sustituyó a Quique Sánchez Flores en el minuto 83 del encuentro, que finalizaría con la victoria para España por dos a cero. Anteriormente había formado parte de la Selección de fútbol sub-21 de España en cuatro ocasiones, además de haber disputado encuentros en todas las restantes categorías inferiores nacionales.

## Clubes

### Como jugador
| Club           | País   | Año         |
| -------------- | ------ | ----------- |
| Castilla C. F. | España | 1984 - 1985 |
| Real Madrid    | España | 1986 - 1991 |
| Real Zaragoza  | España | 1991 - 1998 |

### Como entrenador
| Club              | País   | Año         |
| ----------------- | ------ | ----------- |
| Real Zaragoza "B" | España | 2003 - 2005 |
| Real Zaragoza "B" | España | 2013        |

## Palmarés

### Como jugador

#### Campeonatos nacionales
| Título                     | Club          | País   | Año     |
| -------------------------- | ------------- | ------ | ------- |
| Primera División de España | Real Madrid   | España | 1985-86 |
| Primera División de España | Real Madrid   | España | 1986-87 |
| Primera División de España | Real Madrid   | España | 1987-88 |
| Supercopa de España        | Real Madrid   | España | 1988    |
| Primera División de España | Real Madrid   | España | 1988-89 |
| Copa del Rey               | Real Madrid   | España | 1988-89 |
| Supercopa de España        | Real Madrid   | España | 1989    |
| Primera División de España | Real Madrid   | España | 1989-90 |
| Supercopa de España        | Real Madrid   | España | 1990    |
| Copa del Rey               | Real Zaragoza | España | 1993-94 |

#### Copas internacionales
| Título           | Club                | País   | Año     |
| ---------------- | ------------------- | ------ | ------- |
| Copa de la UEFA  | Real Madrid         | España | 1985-86 |
| Eurocopa Sub-21  | Selección de España | España | 1986    |
| Recopa de Europa | Real Zaragoza       | España | 1994-95 |